# 鳳凰固曲齒鯛
鳳凰固曲齒鯛（学名：Plectroglyphidodon phoenixensis），又名鳳凰椒雀鯛、厚殼仔，为雀鯛科椒雀鯛屬下的一个种。

## 扩展阅读
- 維基物種上的相關：鳳凰固曲齒鯛